# Патрік Бемфорд
Патрік Бемфорд (англ. Patrick Bamford, нар. 5 вересня 1993, Грантем) — англійський футболіст, нападник клубу «Лідс Юнайтед».
Виступав, зокрема, за клуби «Ноттінгем Форест» та «Мідлсбро».

## Ігрова кар'єра
Вихованець футбольного клубу «Ноттінгем Форест». У складі «червоно-білих» дебютував 31 грудня 2011 у матчі проти «Кардіфф Сіті» замінивши на 12-й хвилині Метта Дербішира. 2 січня 2012 вдруге вийшов на поле і також на заміну проти «Іпсвіч Таун».
31 січня 2012 Патрік уклав п'ятирічний контракт з клубом «Челсі». 8 лютого 2012 він розпочав тренуватись у складі першої команди. 21 липня 2015 Бемфорд уклав новий трирічний контракт з лондонцями перш ніж його віддали в оренду до «Крістал Пелес».
22 листопада 2012 Патріка віддали в оренду до клубу «Мілтон-Кінз Донз». 31 січня 2013 строк оренди продовжили до 20 травня. 19 березня забив свій гол на професійному рівні у ворота «Кру Александра». 1 липня «Челсі» продовжиу оренду гравця до 5 січня 2014 року.
3 січня 2014 «Дербі Каунті» підтвердив підписання оренди гравця до кінця сезону. 10 січня 2014 Бемфорд дебютував у складі «Дербі» в переможній грі 4–1 проти «Лестер Сіті».
29 серпня 2014 Патрік на правах оренди переходить до команди «Мідлсбро» строком до 1 січня 2015. У «Мідлсбро» нападник став одним із лідерів атакувальної ланки.
Бамфорд завершив сезон 2014–15 із загальною кількістю 19 голів, 17 з яких він забив у лізі, що робить його найкращим бомбардиром команди.
21 липня 2015 Бемфорд підписав кредит з «Крістал Пелес» на наступний сезон. 28 грудня Патрік припинив свою оренду і повернувся до «Челсі», де встиг відіграти одну гру 0–0 проти «Суонсі Сіті». Згодом повідомлялося, що рішення Бамфорда було прийнято ним самим, і що два клуби мали провести переговори щодо його майбутнього.
30 січня 2016 після припинення оренди з «Крістал Пелес», Бемфорд приєднався на правах оренди до клубу «Норвіч Сіті». У складі «Норвіч Сіті» нападник провів лише сім матчів.
30 серпня 2016 на правах оренди Патрік перейшов на один сезон до клубу «Бернлі». 14 січня 2017 «Челсі» відкликав гравця з оренди.
18 січня 2017 Бемфорд уклав чотирирічний контракт з одним зі своїх колишніх клубів «Мідлсбро». Через три дні він дебютував у програній грі 1–3 проти «Вест Гем Юнайтед». За підсумками сезону 2017–18 Бемфорд відіграв 44 гри в яких забив 13 голів в останній грі сезону ЧФЛ вони поступились «Астон Віллі».
31 липня 2018 Патрік уклав чотирирічний контракт з клубом «Лідс Юнайтед». 14 серпня дебютував у складі «Лідсу» в Кубку Футбольної ліги в переможному матчі 2–1 проти «Болтон Вондерерз» ставши одним із двох авторів голів. За підсумками першого сезону в складі «Лідс Юнайтед» він провів 25 матчів в яких забив 10 голів.
Старт сезону 2019–20 для Патріка склався, як найкраще чотири голи вп'ятьох матчах. У серпні він був номінований на гравця місяця, але посів друге підсумкове місце.
У березні 2020 чемпіонат перервали через пандемію COVID-19, у червні першість відновили. За підсумками першості  Бемфорд став найкращим бомбардиром «Лідс Юнайтед», а сама команда здобула право виступати у Прем'єр-лізі.
У перших трьох стартових матчах чемпіонату 2020–21 Бемфорд забивав у кожній грі у виїзній проти «Ліверпуля» 3–4, домашній проти «Фулгема» 4–3 та «Шеффілд Юнайтед» 1–0. 2 жовтня 2020  Патріка номінували на гравця місяця Прем'єр-ліги але він поступився гравцю «Евертона» Домініку Келверту-Льюїну. 23 жовтня 2020 Бемфорд став автором хет-трику в гостьовій грі 3–0 проти «Астон Вілли».

## Міжнародна кар'єра
Бемфорд відіграв одну гру за юніорську збірну Ірландії U-18. 28 лютого 2012 Патрік дебютував за збірну Англії до 19 років у товариському матчі проти Чехії. 17 листопада 2013 відбувся дебют у складі молодіжної збірної Англії.
У березні та липні 2018 головний тренер збірної Ірландії Мартін О'Нілл та його асистент Рой Кін спостерігали за грою Бемфорда та розглядали можливість його виклику до збірної Ірландія в разі, якщо останній дасть згоду виступати за ірландську збірну.

## Статистика виступів
Станом на 23 жовтня 2020.
| Команда                     | Сезон             | Ліга                 | Ліга  | Ліга | Кубок Англії | Кубок Англії | КФЛ   | КФЛ  | Інші змагання | Інші змагання | Усього | Усього |
| Команда                     | Сезон             | Дивізіон             | Матчі | Голи | Матчі        | Голи         | Матчі | Голи | Матчі         | Голи          | Матчі  | Голи   |
| --------------------------- | ----------------- | -------------------- | ----- | ---- | ------------ | ------------ | ----- | ---- | ------------- | ------------- | ------ | ------ |
| «Ноттінгем Форест»          | 2011–12           | ЧФЛ                  | 2     | 0    | 0            | 0            | 0     | 0    | —             | —             | 2      | 0      |
| «Челсі»                     | 2015–16           | Прем'єр-ліга         | 0     | 0    | 0            | 0            | —     | —    | 0             | 0             | 0      | 0      |
| «Челсі»                     | 2016–17           | Прем'єр-ліга         | 0     | 0    | —            | —            | 0     | 0    | —             | —             | 0      | 0      |
| «Челсі»                     | Разом             | Разом                | 0     | 0    | 0            | 0            | 0     | 0    | 0             | 0             | 0      | 0      |
| «Мілтон-Кінз Донз» (оренда) | 2012–13           | Перша футбольна ліга | 14    | 4    | —            | —            | —     | —    | —             | —             | 14     | 4      |
| «Мілтон-Кінз Донз» (оренда) | 2013–14           | Перша футбольна ліга | 23    | 14   | 3            | 1            | 2     | 1    | 2             | 1             | 30     | 17     |
| «Мілтон-Кінз Донз» (оренда) | Разом             | Разом                | 37    | 18   | 3            | 1            | 2     | 1    | 2             | 1             | 44     | 21     |
| «Дербі Каунті» (оренда)     | 2013–14           | ЧФЛ                  | 21    | 8    | —            | —            | —     | —    | 2             | 0             | 23     | 8      |
| «Мідлсбро» (оренда)         | 2014–15           | ЧФЛ                  | 38    | 17   | 3            | 1            | 1     | 1    | 2             | 0             | 44     | 19     |
| «Крістал Пелес» (оренда)    | 2015–16           | Прем'єр-ліга         | 6     | 0    | —            | —            | 3     | 0    | —             | —             | 9      | 0      |
| «Норвіч Сіті» (оренда)      | 2015–16           | Прем'єр-ліга         | 7     | 0    | —            | —            | —     | —    | —             | —             | 7      | 0      |
| «Бернлі» (оренда)           | 2016–17           | Прем'єр-ліга         | 6     | 0    | 0            | 0            | —     | —    | —             | —             | 6      | 0      |
| «Мідлсбро»                  | 2016–17           | Прем'єр-ліга         | 8     | 1    | 1            | 0            | —     | —    | —             | —             | 9      | 1      |
| «Мідлсбро»                  | 2017–18           | ЧФЛ                  | 39    | 11   | 1            | 0            | 2     | 2    | 2             | 0             | 44     | 13     |
| «Мідлсбро»                  | Разом             | Разом                | 47    | 12   | 2            | 0            | 2     | 2    | 2             | 0             | 53     | 14     |
| «Лідс Юнайтед»              | 2018–19           | ЧФЛ                  | 22    | 9    | 0            | 0            | 2     | 1    | 1             | 0             | 25     | 10     |
| «Лідс Юнайтед»              | 2019–20           | ЧФЛ                  | 45    | 16   | 1            | 0            | 1     | 0    | 0             | 0             | 47     | 16     |
| «Лідс Юнайтед»              | 2020–21           | Прем'єр-ліга         | 6     | 6    | 0            | 0            | 0     | 0    | —             | —             | 6      | 6      |
| «Лідс Юнайтед»              | Разом             | Разом                | 73    | 31   | 1            | 0            | 3     | 1    | 1             | 0             | 78     | 32     |
| Усього за кар'єру           | Усього за кар'єру | Усього за кар'єру    | 237   | 86   | 9            | 2            | 11    | 5    | 9             | 1             | 265    | 94     |

1. ↑  Виступи у ТФЛ
2. 1 2 3 4  Виступ у плей-оф чемпіонату

## Досягнення
«Лідс Юнайтед»
- Чемпіонат Футбольної ліги: 2019–20[50]

Особисті
- Гравець місяця: жовтень 2013[51]
- Молодий гравець місяця: грудень 2013[52]
- Гравець року ЧФЛ: 2014–15